# Publius Claudius Pulcher (préteur)
Publius Claudius Pulcher est un homme politique de l'Empire romain.

## Famille
Il est fils de Publius Clodius Pulcher et de sa femme Fulvie.
Il fut père de Appius Claudius Pulcher.

## Carrière
Il est préteur après 31 av. J.-C.